# DFS 331
DFS 331 là một mẫu thử tàu lượn vận tải, đây là sản phẩm của sự hợp tác giữa DFS và Gotha.

## Tính năng kỹ chiến thuật (DFS 331)
Dữ liệu lấy từ Die Deutsche Luftrüstung 1933-1945
Đặc tính tổng quan
- Kíp lái: 2
- Sức chứa: 20 lính hoặc 2,300 kilôgam (5 lb)[chuyển đổi: tùy chọn không hợp lệ] hàng hóa
- Chiều dài: 15,81 m (51 ft 10 in)
- Sải cánh: 23 m (75 ft 6 in)
- Chiều cao: 3,55 m (11 ft 8 in)
- Diện tích cánh: 60 m2 (650 foot vuông)
- Trọng lượng rỗng: 2.270 kg (5.004 lb)
- Trọng lượng có tải: 4.770 kg (10.516 lb)

Hiệu suất bay
- Tốc độ không vượt quá: 330 km/h (205 mph; 178 kn)
- Hệ số bay lướt dài cực đại: 1:18
- Vận tốc khi được kéo: 270 kilômét trên giờ (168 mph)[chuyển đổi: tùy chọn không hợp lệ]

Vũ khí trang bị

- Súng: 2x súng máy MG15